# Huvudjakt

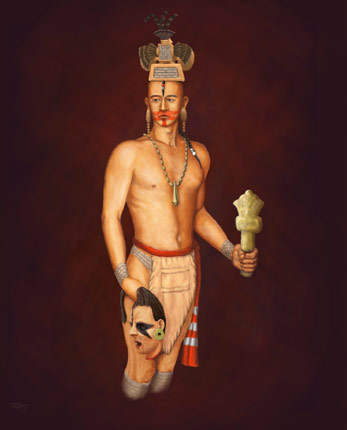
En präst från mississippikulturen med en ceremoniell klubba och ett avhugget huvud.

Med huvudjakt avses bruket att ta och även bevara en persons huvud efter att ha dödat dem. Huvudjakt har i historisk tid utövats i delar av Kina, Indien, Nigeria, Nuristan, Bangladesh, Myanmar, Borneo, Indonesien, Filippinerna, Taiwan, Japan, Mikronesien, Melanesien, Nya Zeeland, Mesoamerika, sydvästra USA, Amazonas, såväl som hos keltiska stammar, västgermanska stammar, vikingar och hos skyterna. Faktum är att det förekom i Europa på de brittiska öarna fram till senmedeltid och på Balkanhalvön ända in på tidigt 1900-tal.
Som fenomen har huvudjakt varit föremål för intensiva diskussioner bland antropologer för dess sociala aspekter och bakomliggande motiv. Teman som kommer fram i antropologiska skrifter om huvudjakt inkluderar förödmjukelse av den slagne, rituellt våld, kosmisk balans, ett bevis på manlighet, kannibalism, prestige och som ett sätt att säkra att offret tjänar en som slav i livet efter detta. Nutida forskare är allmänt överens om att den primära funktionen var ceremoniell och var en del i att strukturera, förstärka och försvara hierarkiska förhållanden mellan samhällen och individer. En del experter hävdar att utövandet härrörde från tron på att huvudet innehöll själen och livskraften, och att man då kunde överta offrets kraft och styrka genom att ta dennes huvud.

## Asien och Oceanien

### Sydostasien och Oceanien

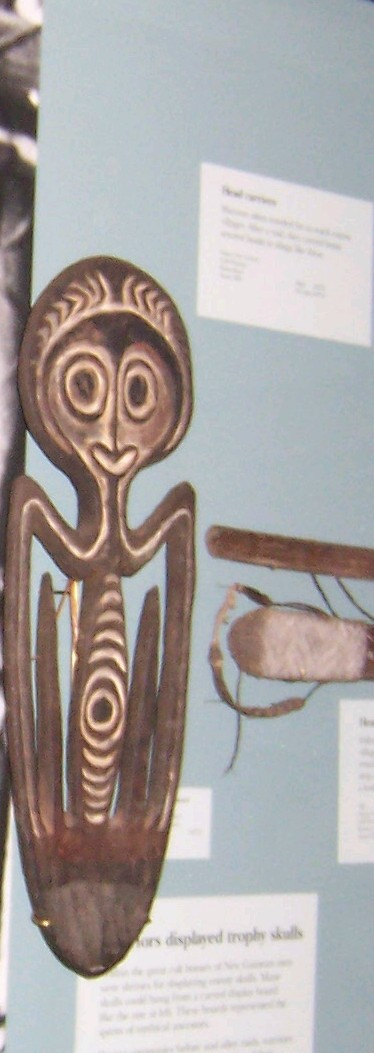
En tvåhövdad artefakt och ett fotografi på en sjuhövdad bricka, bägge från Papua Nya Guinea, tidigt 1900-tal. Brukligt var att gemene man hade sin bricka hängande på väggen. (Naturhistoriska fältmuseet, Chicago)

Huvudjakt praktiserades av många austronesiska folkslag i Sydostasien och Stilla havet och har åtminstone någon gång förekommit hos de flesta stammar i Melanesien, inklusive Nya Guinea. År 1901 fann missionären Harry Dauncey 10 000 huvuden i långhus på ön Goaribari Island i Papuabukten. I Sydostasien finns antropologiska texter om olika folkslag såsom murut, ilongot, iban, dajaker, berawan, wana och mappurondo. Hos dessa grupper var huvudjakt snarare av rituell än krigisk art och även endast ett huvud kunde tas. Huvudjakten fungerade också som ett sätt att få slut på sorgen (både på individuell och kollektiv nivå) för samhällets avlidna. Utövandet handlade även om manlighet och krigarna prisades för sina troféer.

#### Indonesien
Den italienska antropologen och upptäckaren Elio Modigliani besökte 1886 huvudjägarsamhällen på Nias Salatan, en ö väster om Sumatra och genomförde en djupgående studie om deras samhälle och övertygelser. Han upptäckte att huvudsyftet med jakten var tron på att man genom att äga en annan människas huvud fick offret att tjäna en evigt som slav i livet efter detta, vilket gjorde skallar till en värdefull handelsvara. Sporadiska utbrott av huvudjakt förekom på Nias rätt nyligen, det senast rapporterade fallet ägde rum 1998.
All huvudjakt innebär inte dödligt våld. I en årlig ritual hos den religiösa minoriteten mappurondo på sydvästra Sulawesi i Indonesien använder man kokosnötter som surrogathuvuden. Traditionen kallas för "pangngae" och infaller under risskörden. Dess funktion är att kollektivt avsluta sorgen över de som avlidit under året, lösa interna spänningar och meningsskiljaktigheter, uppvisa manlighet, distribuera gemensamma resurser samt motstå påtryckningar utifrån att överge mappurondos levnadssätt och livsstil.

#### Nya Guinea
Förr var marindfolket i Nya Guinea ökänt för sin huvudjakt som var djupt rotad i deras religion och även hörde samman med namngivandet av nyfödda spädbarn, då skallen troddes innehålla mana. Huvudjakten motiverades inte först och främst av kannibalism, även om den dödes kött konsumerades.
Korowaifolket, en papuansk stam i sydöstra Västpapua, bygger sina hus högt upp i träden, i vissa fall upp till 40 meter, förmodligen som skydd mot grannstammen citak som utövar huvudjakt. En del tror att Michael Rockefeller kan ha blivit tagen av huvudjägare i Västpapua så sent som 1961.
Jack London skrev om sina äventyr 1905 att huvudjägare i Malaita attackerade hans skepp under en vistelse i Langa-Langalagunen, omkring ön Laulasi. Vid ett tillfälle blev kapten Mackenzie på fartyget "Minolta" halshuggen som vedergällning för att ha attackerat en by under en räd för att sjanghaja bybor som arbetskraft. Fartyget var tydligen skyldigt fler huvuden innan infödingarna räknade det som "jämnt".

#### Borneo
I Sarawak på Borneo bekämpade raja James Brooke och hans efterföljande huvudjakt under 1800- och 1900-talet. Dock har det sedan 1997 utbrutit allvarliga fall av etniskt våld på ön Kalimantan mellan dajaker och immigranter från ön Madura. I staden Sampit i centrala Kalimantan dödades år 2001 cirka 500 madureser och upp till 100 000 tvingades fly. En del maduresiska kroppar halshöggs på ett sätt som påminner om dajakernas gamla riter.

#### Filippinerna
På 1930-talet bekämpade och undertryckte amerikanska myndigheter huvudjakt hos ilongoterna på Filippinerna.

### Nya Zeeland
I vad som idag är känt som Nya Zeeland bevarade maorierna sina fienders huvuden, tog undan kraniet och rökte återstoden av huvudet. För närvarande försöker maorierna återfå sina förfäders huvuden som finns på museer utanför Nya Zeeland. I januari 2012 återlämnades tjugo huvuden från Frankrike.

### Kina
Under vår- och höstperioden och de stridande staterna samlade qinsoldater på sig fiendehuvuden. De flesta inkallade soldater var nämligen oavlönade livegna bönder som istället erhöll befordran och belöning genom att ta fiendehuvuden. Qinsoldaternas bruk att ha människohuvuden hängande från midjan var vanligtvis skrämmande för motståndarna. I många fall räckte själva åsynen för att demoralisera andra kungadömens arméer och därför räknas huvudjakt som en bidragande faktor till att qindynastin kunde besegra övriga sex stater och ena Kina. Efter Qins fall upphörde huvudjakt bland kineser.

### Taiwan
Huvudjakt var vanligt bland taiwanesiska urinvånare, nästan alla stammar utom yamifolket utövade huvudjakt. Offren var ofta hankinesiska nybyggare eftersom de sågs som fiender och lögnare. Huvudjägarna slog ofta till mot arbetare ute på fälten eller satte eld på bostadshus för att därefter halshugga de som flydde från den brinnande byggnaden.
Seden upphörde på 1930-talet under den japanska ockupationen.

### Japan
Även samurajerna sökte ära genom att ta huvuden. Efter strid tog krigarna huvuden som troféer och visade upp dem för sina generaler, som då belönade dem med högre rank, guld och silver eller mark från den besegrade klanen. Krigsherrar kunde även visa upp sina besegrade rivalers huvuden för allmänheten på offentliga torg.

### Sydasien
Huvudjakt utövades av nagafolken i Indien och Myanmar. Utövandet var vanligt fram till 1900-talet och kan eventuellt fortfarande förekomma hos isolerade nagastammar i Burma. Många nagakrigare bär än idag tatueringar och andra märken som står för en lyckad huvudjakt. I Assam i nordöstra Indien var folket söder om Brahmaputra (garo, khasi, naga, kuki och mizo) tidigare huvudjägare. Bruket försvann när området kristnades.
Wafolket som lever på båda sidor om den burmesisk-kinesiska gränsen var ända in på 1970-talet ökända huvudjägare.

## Amerika

### Amazonas

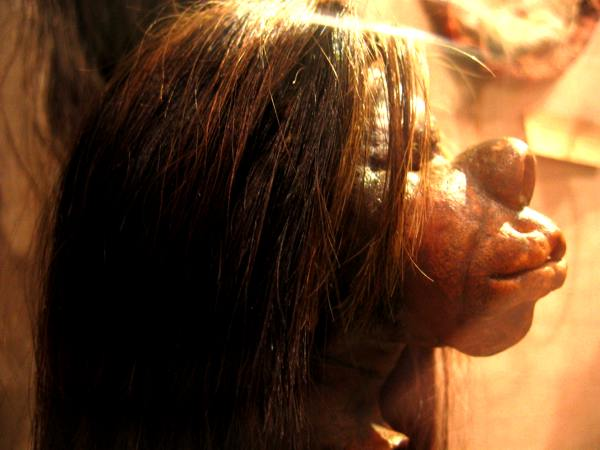
Krympt huvud från övre Amazonas, Pitt Rivers Museum, Oxford.

Shuarfolket som lever längs Amazonfloden i Ecuador och Peru utövade huvudjakt i rituellt syfte för att krympa huvuden. Idag tillverkar de replikor som de säljer till turister, dock finns det fortfarande spillror av stammar som än idag utövar huvudjakt.

### Mesoamerika

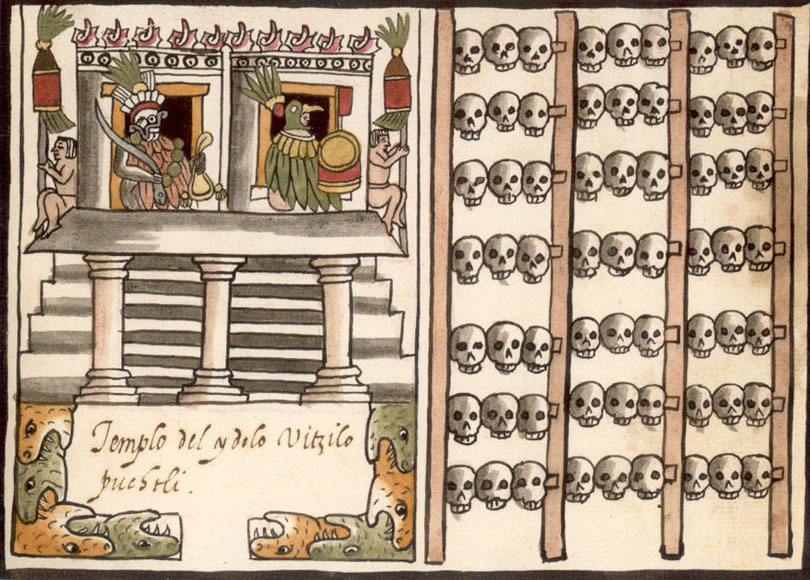
Illustration av ett aztekiskt tempel helgat åt Huitzilopochtli med en tzompantli till höger. Juan de Tovar, 1587.

Hos flera mesoamerikanska civilisationer visades kranium från krigsfångar och andra människooffer upp offentligt på en så kallad "tzompantli", en sorts trähylla eller palissad gjord enbart för detta syfte. Bruket var vanligt hos flera förcolumbianska kulturer, såsom toltekerna och mixtekerna. Vad som förmodas vara resterna av en tzompantli från zapotekerna har grävts ut i La Coyotera, Oaxaca. Fyndet dateras till cirka 100-talet f.Kr. till 200-talet.
Baserat på siffror från conquistadoren Andrés de Tapia och prästen Diego Durán har man beräknat att det som mest fanns 60 000 kranier på den största hyllan, Hueyi Tzompantli, i Tenochtitlán. Det fanns åtminstone fem hyllor till i Tenochtitlán, men allt tyder på att de var mycket mindre.
Andra exempel finns från mayakulturen, en särskilt fin och intakt beskrivande inskription finns i Chichén Itzá.

### Nordamerika
Även om de nordamerikanska indianerna inte ägnade sig åt vad man i dagligt tal kallar huvudjakt är det ett välkänt faktum att de tog skalper från sina fiender. Det spelade inte stor roll om offret levde eller redan hade dödats, själva trofén var det viktigaste.
Ursprunget är oklart, en teori går dock ut på att skalpering inte alls förekom i krigen mellan stammarna innan den vite mannens ankomst, istället skulle det ha varit engelsmännen som lärde indianerna det under deras krig mot fransmännen, men det är omtvistat huruvida det verkligen stämmer.

## Europa

### Kelter
Kelterna i Europa praktiserade huvudjakt eftersom huvudet troddes innehålla själen. Romare och greker noterade kelternas vanor att spika fast personliga fienders huvuden på väggen eller låta dem hänga och dingla från sina hästars halsar. Huvudjakt utövades länge av de keltiska gaelerna, på Irland och i de engelsk-skotska gränstrakterna ända in på medeltiden. De religiösa aspekterna av huvudjakten försvann sannolikt efter att kelterna konverterat till kristendomen.
I det keltiska sagoverket Ulstercykeln berättas om hur hjälten Cuchulainn halshugger Nechtans tre söner och fäster deras huvuden på sin vagn. Förmodligen ska det dock snarare ses som ett traditionellt än ett religiöst utövande.

### Skyter
Skyterna var ett östeuropeiskt ryttarfolk som den grekiske historikern Herodotos beskrev som vilda och våldsamma. Han menade också att de skulle ha offrat människor, druckit blod, skalperat sina fiender och druckit vin ur bägare gjorda av besegrade fienders kranium.
Även germaner och iberer tog huvuden, men syftet är okänt.

## Andra världskriget

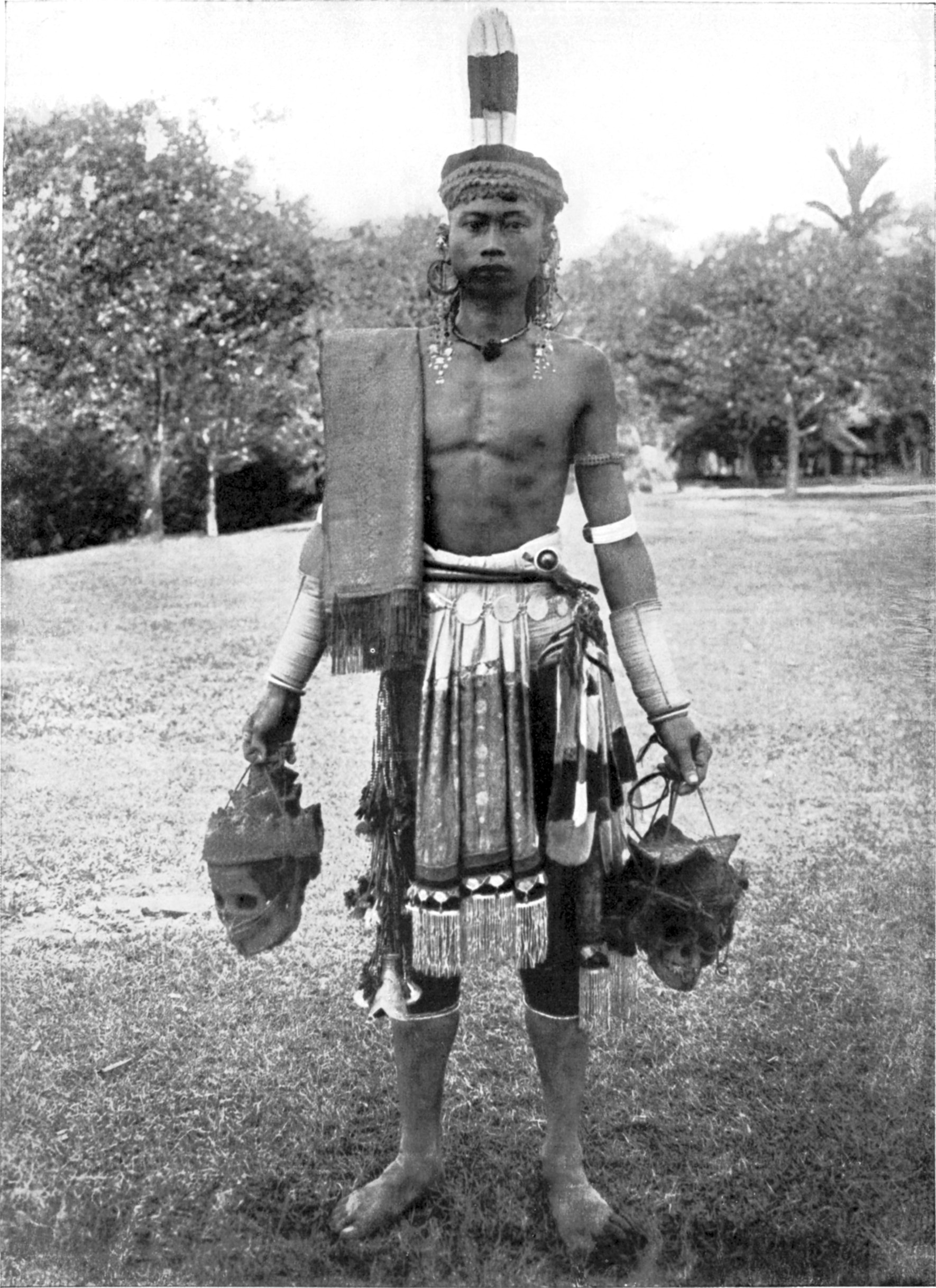
Dajakisk huvudjägare, Borneo.

Under andra världskriget hände det då och då att allierade soldater, särskilt amerikaner, tog skallar från döda japaner som personliga troféer, souvenirer för vänner och familj hemma och för att sälja till andra. Detta var unikt för stillahavskriget, man tog inte tyska eller italienska skallar. Överbefälhavaren för stillahavsflottan införde i september 1942 starka disciplinära åtgärder för soldater som tog kroppsdelar från fienden som souvenirer. Trots det fortsatte man med trofétagandet. Tidningen Life publicerade den 22 maj 1944 ett fotografi på en ung kvinna som poserade med ett signerat kranium som hon fått av sin pojkvän som låg i flottan, vilket orsakade ett betydande ramaskri bland allmänheten. Men trots högröstade protester från privatpersoner, religiösa ledare och regeringstjänstemän såg många amerikaner japanerna som mindre värda.
Dajakerna i Borneo bildade en styrka för att hjälpa de allierade sedan de blivit illa behandlade av japanerna. Australiensiska och brittiska agenter från specialenheten Z Special Unit tränade dajakerna till en tusen man stark huvudjägararmé. Denna armé av stammedlemmar dödade eller tillfångatog ca 1500 japanska soldater.
I boken PT 105 skriver Dick Keresey att han möttes av urinvånare från Salomonöarna i kanot som hade med sig huvuden från japanska soldater. Först trodde han att de ville byta varor, men de fortsatte vidare.
I Quentin Tarantinos film Inglourious Basterds från 2009 kräver löjtnant Aldo Raine att varje medlem i the Basterds ska ta 100 skalper från dödade nazister.

## Vietnamkriget
Under vietnamkriget tog återigen en del amerikanska soldater "troféskallar". Bruket finns porträtterat i filmen Dead Presidents från 1995.

## Galleri

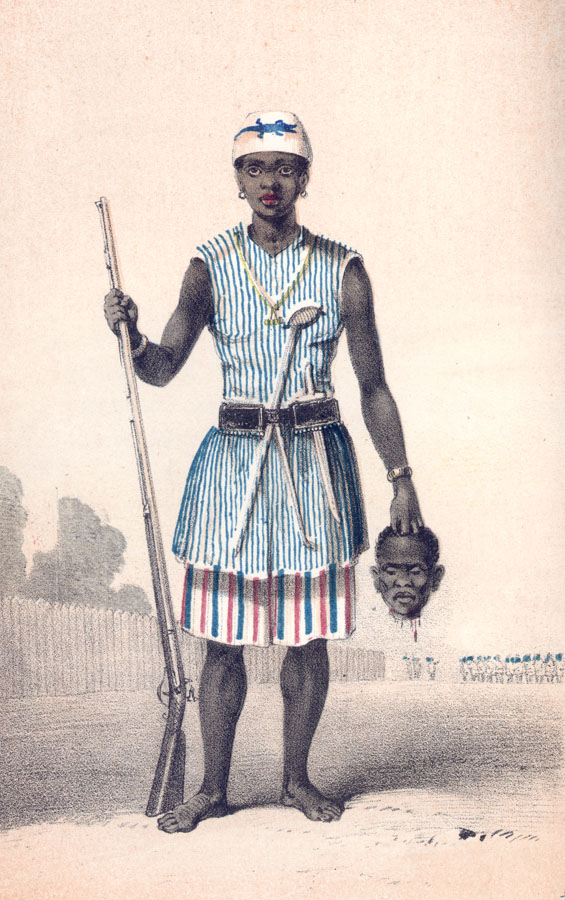
Fångar som föll i dahomeyamazonernas händer blev ofta halshuggna.
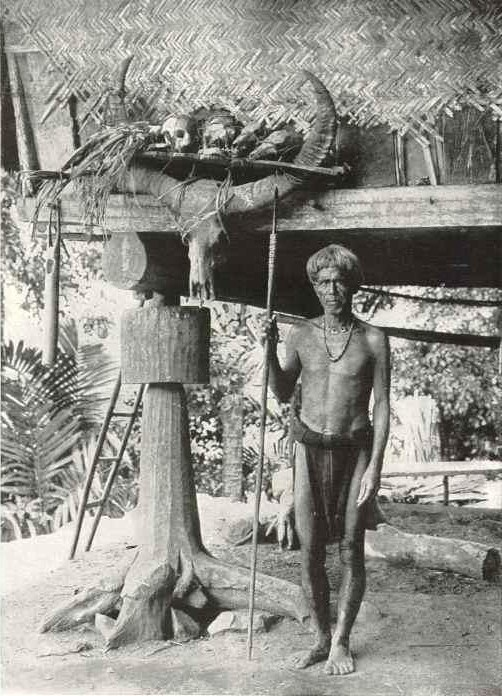
En ifugaokrigare med troféer, Filippinerna, 1912.
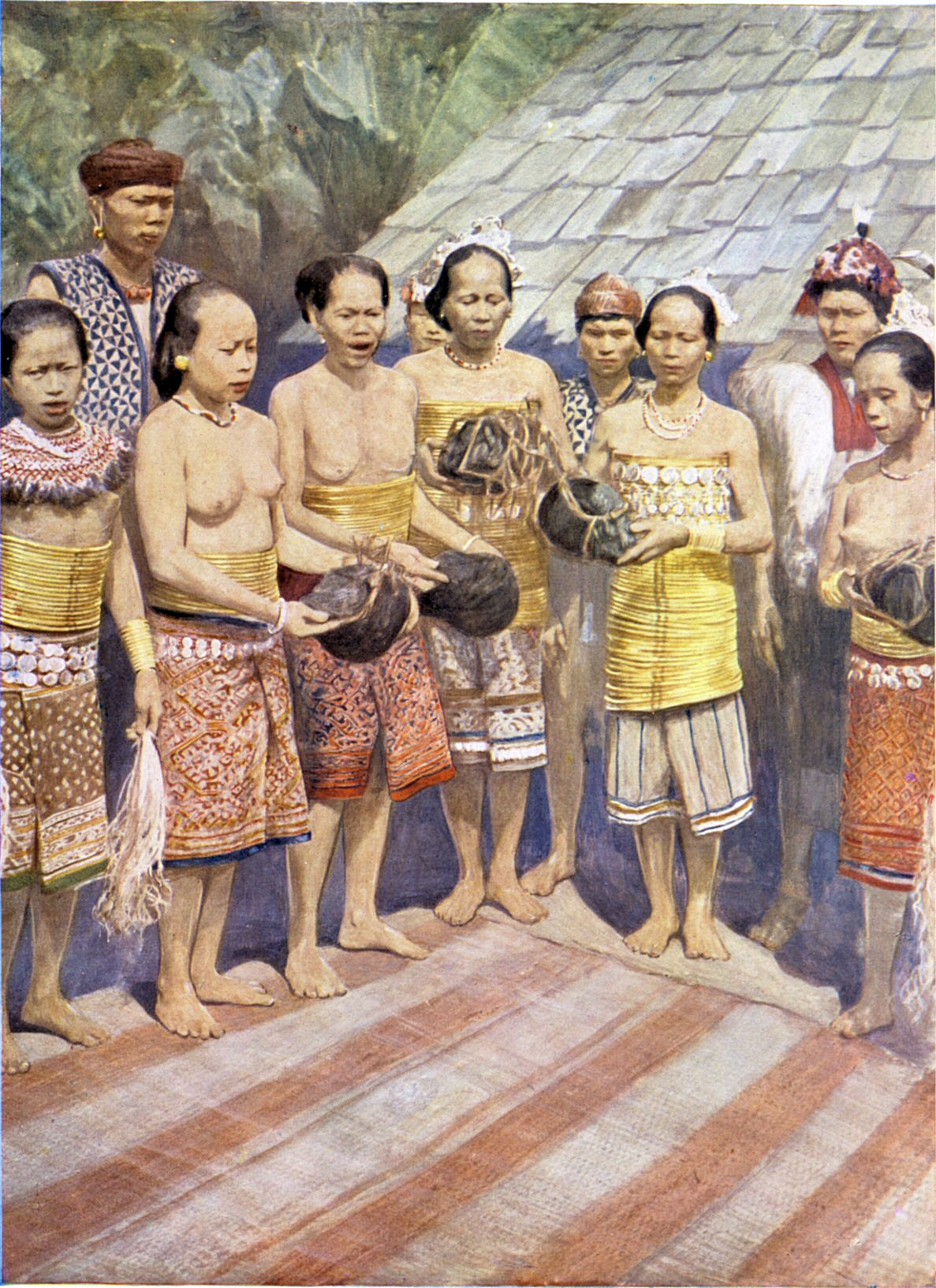
Dajakiska kvinnor som dansar med människohuvuden, 1912.

### Fotnoter
1. ↑  The Growth of Literature; Authors: H. Munro Chadwick, Nora K. Chadwick, Cambridge University Press, 2010, ISBN 1-108-01614-6, ISBN 978-1-108-01614-8 p.93-94
2. ↑  Encyclopædia Britannica (23 februari 2009). ”headhunting (anthropology) - Britannica Online Encyclopedia”. Britannica.com. http://www.britannica.com/EBchecked/topic/258121/headhunting. Läst 25 maj 2010.
3. ↑  E-Modigliani, "Un viaggio a Nias" Fratelli Treves Editori Milano 1890
4. ↑  Some Head-Hunting Traditions of Southern New Guinea, by Justus M. van der Kroef, American Anthropologist, New Series, Vol. 54, No. 2 (Apr. – Jun., 1952), pp. 221–235
5. ↑  ”Hunter Gatherers – New Guinea”. Climatechange.umaine.edu. Arkiverad från originalet den 5 juni 2010. https://web.archive.org/web/20100605002440/http://www.climatechange.umaine.edu/Research/projects/NewGuinea.html. Läst 25 maj 2010.
6. ↑  Laurence Goldman (1999). The Anthropology of Cannibalism. p.19.
7. ↑   E.Modigliani, "Un viaggio a Nias", Fratelli Treves Editori Milano 1890
8. ↑  Nevermann 1957: 9
9. ↑  Nevermann 1957: 111
10. ↑  Nevermann 1957: blurb
11. ↑  Nevermann 1957: 13
12. ↑  ”Head-Hunters Drove Papuan Tribe Into Tree-Houses”. Sciencedaily.com. 9 mars 1998. http://www.sciencedaily.com/releases/1998/03/980309043026.htm. Läst 25 maj 2010.
13. ↑  Jack London (1911). The Cruise of the Snark. Harvard University Digitized Jan 19, 2006. https://books.google.com/?id=3REJt-9gfm8C&printsec=titlepage
14. ↑  ”Behind Ethnic War, Indonesia's Old Migration Policy”. Globalpolicy.org. 1 mars 2001. http://www.globalpolicy.org/security/natres/timber/2001/0301brno.htm. Läst 25 maj 2010.
15. ↑  ”Weather delays return of toi moko” (på engelska). Television New Zealand. 26 januari 2012. Arkiverad från originalet den 15 januari 2014. https://web.archive.org/web/20140115171644/http://tvnz.co.nz/national-news/weather-delays-return-toi-moko-4703230.
16. ↑  http://www.flickr.com/photos/ralphrepo_photolog/4076005182/
17. ↑  "Samurai: Japan's Way of the Warrior Arkiverad 27 mars 2008 hämtat från the Wayback Machine.". National Geographic Magazine.
18. 1 2  http://www.lard.net/headhunters.html, Encyclopædia Britannica entry 1996
19. ↑  Soldiers of Fortune Arkiverad 21 februari 2009 hämtat från the Wayback Machine., TIME Asia
20. ↑  Spencer (1982), pp.236–239
21. ↑  Ortíz de Montellano 1983
22. ↑  Miller and Taube (1993), p.176.
23. ↑  see e.g. Diodorus Siculus, 5.2
24. ↑  Jona Lendering. ”Summary of and commentary on Herodotus' Histories, book 4”. Livius.org. Arkiverad från originalet den 14 april 2011. https://web.archive.org/web/20110414121712/http://www.livius.org/he-hg/herodotus/logos4_10.html. Läst 25 maj 2010.
25. ↑  Fussel 1990: 117
26. ↑  Harrison 2006: 817ff
27. ↑  Weingartner 1992: 67
28. ↑  'Guests' can succeed where occupiers fail, 9 november, 2007
29. ↑  Michelle Boorstein (3 juli 2007). ”Eerie Souvenirs From the Vietnam War”. Washingtonpost.com. http://www.washingtonpost.com/wp-dyn/content/article/2007/07/02/AR2007070201710_pf.html. Läst 26 juni 2010.
30. ↑  ”Signs of the Times - Trophy Skulls”. George.loper.org. 8 augusti 1996. Arkiverad från originalet den 4 oktober 2009. https://web.archive.org/web/20091004021703/http://george.loper.org/trends/2002/Mar/65.html. Läst 25 maj 2010.